# Zoltán d'Ungheria
Zoltán, talvolta indicato come Zolta, Zsolt, Solt o Zaltas (880 circa o 903 circa – 950 circa), è stato capo dei magiari dal 907 al 950 circa.
Nome di origine araba (sulṭān, "signore", "capo") adottato in contesto turcico, anche se non tutti concordano su quest'etimologia, fu portato durante la seconda metà del X secolo dal quarto figlio di Árpád, conosciuto per le sue razzie eseguite nei regni di Germania, Francia e Italia. Con il nonno di Zoltán, Álmos, gli ungari scesero infatti dalle montagne del Caucaso fino ad insediarsi nella pianura della Pannonia, tra i monti Carpazi e il Danubio, fino ad estendersi in Moravia.
Zoltán viene menzionato nella Gesta Hungarorum come il terzo Gran principe degli ungari, subentrato al padre Árpád intorno al 907. Sebbene gli studiosi moderni tendano a negare la storicità di varie informazioni relative al suo regno, poiché altre cronache non lo elencano tra i sovrani ungheresi si ritiene che, anche se Zoltán non salì mai al trono, tutti i monarchi regnanti in Ungheria legati agli Arpadi dopo il 955 circa discendevano da lui.

## Biografia

### Origini e salita al potere
La principale fonte concentrata sulla vita di Zoltán resta una cronaca della fine del XII secolo, le Gesta Hungarorum, il cui autore era un anonimo notaio di re Béla. Secondo quest'opera, Zoltán era l'unico figlio di Árpád, Gran principe degli ungari. Al contrario, il quasi contemporaneo imperatore bizantino Costantino VII Porfirogenito riporta che «Zaltas» era il quarto figlio di Árpád. Il nome di Zoltán sembra derivare da una versione turcica del titolo arabo del sultano, ma gli studiosi moderni non hanno accettato all'unanimità questa etimologia.
Secondo l'anonimo, Zoltán è nato dopo il 903, durante la seconda campagna di suo padre contro Menumorut, governatore delle terre tra i fiumi Mureș, Someș e Tibisco. Quest'ultimo era uno dei tanti governanti locali menzionati esclusivamente nelle Gesta Hungarorum tra gli oppositori degli ungari durante la loro conquista del bacino dei Carpazi. Nella versione testimoniata dalla cronaca basso-medievale, Menumorut dovette arrendersi e a dare sua figlia in sposa a Zoltán nel 904 o 905. Quando Menumorut morì, Zoltán ereditò il ducato di suo suocero a est del fiume Tibisco, che l'anonimo notaio di Béla III sostiene fosse abitato da «i popoli che sono chiamati Kozár». La narrazione prosegue affermando inoltre che Zoltán, ancora minorenne, succedette al padre morto intorno al 907.
(Anonimo, Gesta Hungarorum)

### Regno

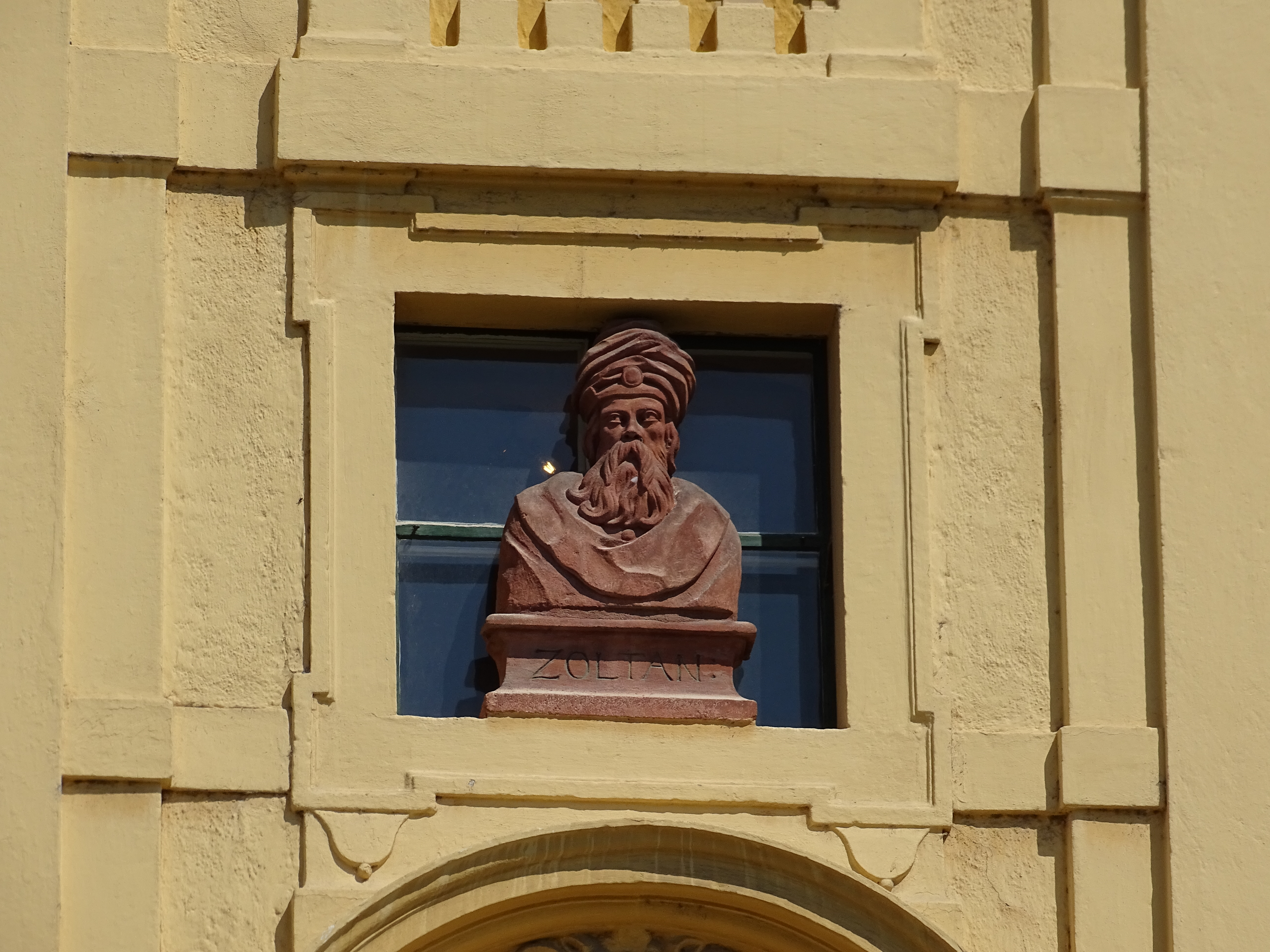
Busto di Zoltán sulla torre sud-ovest del palazzo della famiglia degli Esterházy a Eisenstadt, in Austria

Salito al potere, il magiaro si distinse per la serie di attacchi portati a termine ai danni di varie potenze europee. Dopo essersi stanziati in Pannonia, gli ungari cominciarono il loro processo di espansione e aggressione delle realtà vicine.
Nel 907 Zoltán spronò i suoi a spingersi in Baviera, dove il duca Liutpoldo fu battuto nonostante la collaborazione dell'arcivescovo di Salisburgo e di altri due vescovi presenti sul campo di battaglia. Negli anni successivi, i magiari si spinsero in Sassonia, Turingia e Franconia: Ludovico IV il Fanciullo, uscito sconfitto da uno scontro avvenuto sul fiume Lech, dovette accettare il pagamento di un tributo. Gli attacchi proseguirono sotto il re dei Franchi Orientali Corrado I di Franconia, poiché, senza incontrare grossa resistenza, gli ungari si spinsero nel 916 fino ai dintorni di Brema e Amburgo. Nel 917, il numero di lotte salì in modo crescente: i razziatori assaltarono Basilea e giunsero pure in Alsazia e Lorena. Nel 919, prevalsero presso Lubiana sui carinzi, con il patriarca di Aquileia che sfuggì quasi per miracolo. Nel 920, condotti da Bogat e Darsac, luogotenenti di Zoltán, penetrarono in Italia prendendo di mira Aquileia, Verona e Pavia. Berengario, marchese del Friuli, ottenne una pace solo concedendo ingenti bottini agli assalitori. Nel 922, gli ungari combatterono contro il nuovo re dei Franchi Orientali, Enrico I, il quale fu obbligato a riparare in un forte presso Wurzen, in Sassonia. Dopo aver depredato la regione, il comandante magiaro ordinò di spingersi in Franconia, Svevia e lago di Costanza, da cui poi sarebbe stato possibile raggiungere la Svizzera e, nuovamente, Alsazia e Lorena; da lì, tornarono in Sassonia e Turingia. L'imperatore Enrico rimase ferito nel corso di uno degli scontri, ma riuscì a fare prigioniero uno dei luogotenenti avversari e spinse gli attaccanti, che ne chiedevano il rilascio a una somma irrisoria, a stipulare una pace di nove anni per poterlo riavere tra le proprie file.
Su sollecito di Berengario, gli ungari giunsero a combattere in veste di mercenari, nel 924, nell'ambito dell'assedio di Pavia. Gli ungari non riuscirono a conquistare la città, ma le loro frecce incendiarie scatenarono un furioso incendio all'interno delle mura, che provocò la morte di moltissimi cittadini e la distruzione di molti edifici. Anziché tornare subito in Ungheria, i combattenti decisero di virare prima in Provenza e arrivarono alle porte di Nîmes nel 925. Zoltán concesse lì un periodo di riposo alle sue truppe, approfittandone per spingere i prigionieri fatti durante le campagne a popolare la sua terra di provenienza. Nel 932, si riavvicinò alla Sassonia, ma riportò una disastrosa sconfitta a Meersburg, dove perdette 1.036 uomini. Decise a quel punto di cambiare preda e di virare verso l'impero bizantino, il quale, vedendo gli ungari avvicinarsi a Costantinopoli, optò per una pace a peso d'oro. Nel 935, Zoltán procedeva ancora verso la Svevia, l'Alsazia, la Lorena e la Borgogna. All'avvicinarsi di re dei Franchi Occidentali Rodolfo, si spinse in Italia e penetrò fino alle porte di Napoli. Ritornato in Borgogna, Turingia, Baviera e Alsazia nel 937, Zoltán provò nuovamente a spingersi in Italia, spingendo, nel 939, Ugo, marchese di Provenza, a pagare affinché se ne andasse. Nel 943, i magiari tornarono a presentarsi minacciosi alle porte di Costantinopoli: stando a quanto riferito dalle fonti, i romei riuscirono a negoziare una tregua dalla durata di un lustro, pur tuttavia dovendo elargire un discreto bottino.
La tattica di cambiare sempre preda verso cui dirigersi sembrò portare profitto a Zoltán, considerata la mole di ricchezze accumulata. Nel 947, tornò nella penisola italiana e, nel 953, arrivò in Francia a Reims e Châlons. Quando il capo magiaro si spinse verso la Germania nel 955 ebbe luogo un evento che si rivelò decisivo per le sorti della Germania. Zoltán aveva incaricato tre dei suoi luogotenenti di giungere ad assediare la terra tedesca, due dei quali si stavano interessando dell'assedio di Augusta con 60.000 uomini; il terzo, alla guida di 40.000 combattenti, mise piede in Turingia. Ottone I, figlio di Enrico I, entrò in Svevia con il suo esercito nel giorno di San Lorenzo (10 agosto), assalendo gli ungari posizionati sul Lech e surclassandoli: lo scontro è passato alla storia come battaglia di Lechfeld. I due luogotenenti fatti prigionieri vennero rimessi al duca di Baviera, che li bruciò vivi a Ratisbona. Sette generali ungari sopravvissero alla strage e vennero rimandati da Zoltán con le orecchie mozzate. Il terzo luogotenente impegnato negli scontri, che era riuscito a penetrare fino a Fulda, fece per vendetta trucidare migliaia di prigionieri fatti schiavi. La vittoria di Ottone favorì una normalizzazione della situazione in Germania, mentre anche Austria e Baviera avviarono la ricostruzione delle località distrutte. Le conseguenze demografiche delle incursioni di Zoltán si fecero comunque sentire per diverso tempo.
Da quel momento, stando a quanto riferito dalle fonti, il capo magiaro cambiò la sua politica e si concentrò sul tracciare i confini della sua terra natia. Questi comprendevano parte della Stiria, la Dalmazia, la Croazia, la Bosnia, la Transilvania e parte della Valacchia. I principi della Grande Moravia, ovvero i deboli discendenti di Mojmír II, duca di Moravia, pagavano un tributo annuale per la sopravvivenza della loro suddivisione amministrativa come entità semi-indipendente. Zoltán non mutò tale scelta politica, in quanto tramite tale soluzione preservava di fatto il controllo sulla Moravia e su una fetta della Boemia. Frattanto, anche il cristianesimo cominciava a giungere in Ungheria. Gyulay, uno dei generali mandato come ostaggio a Costantinopoli, aveva ricevuto lì il battesimo e ricevuto il nome di Stefano. Incaricatolo Zoltán di operare come funzionario in Transilvania, Gyulay si prodigò affinché avesse luogo un processo di conversione. Sua figlia Saroita, detta in slavo la regina bianca, sposò Geysa, nipote di Zoltán, dando alla luce il futuro Stefano I d'Ungheria.
A livello di riforme, Zoltán provò a portare avanti dei provvedimenti in campo amministrativo affidando l'autorità legislativa ai principi delle tribù e ai capi delle famiglie. Una simile politica fu frutto della spinta di frange nazionali di magnati desiderosi di preservare ampie facoltà, così come le esercitavano i loro antenati provenienti dall'Asia centrale.
Zoltán abdicò forse in favore di suo figlio Taksony e si spense «nel terzo anno del regno di suo figlio», tra il 947 e il 960.

## Giudizio storiografico

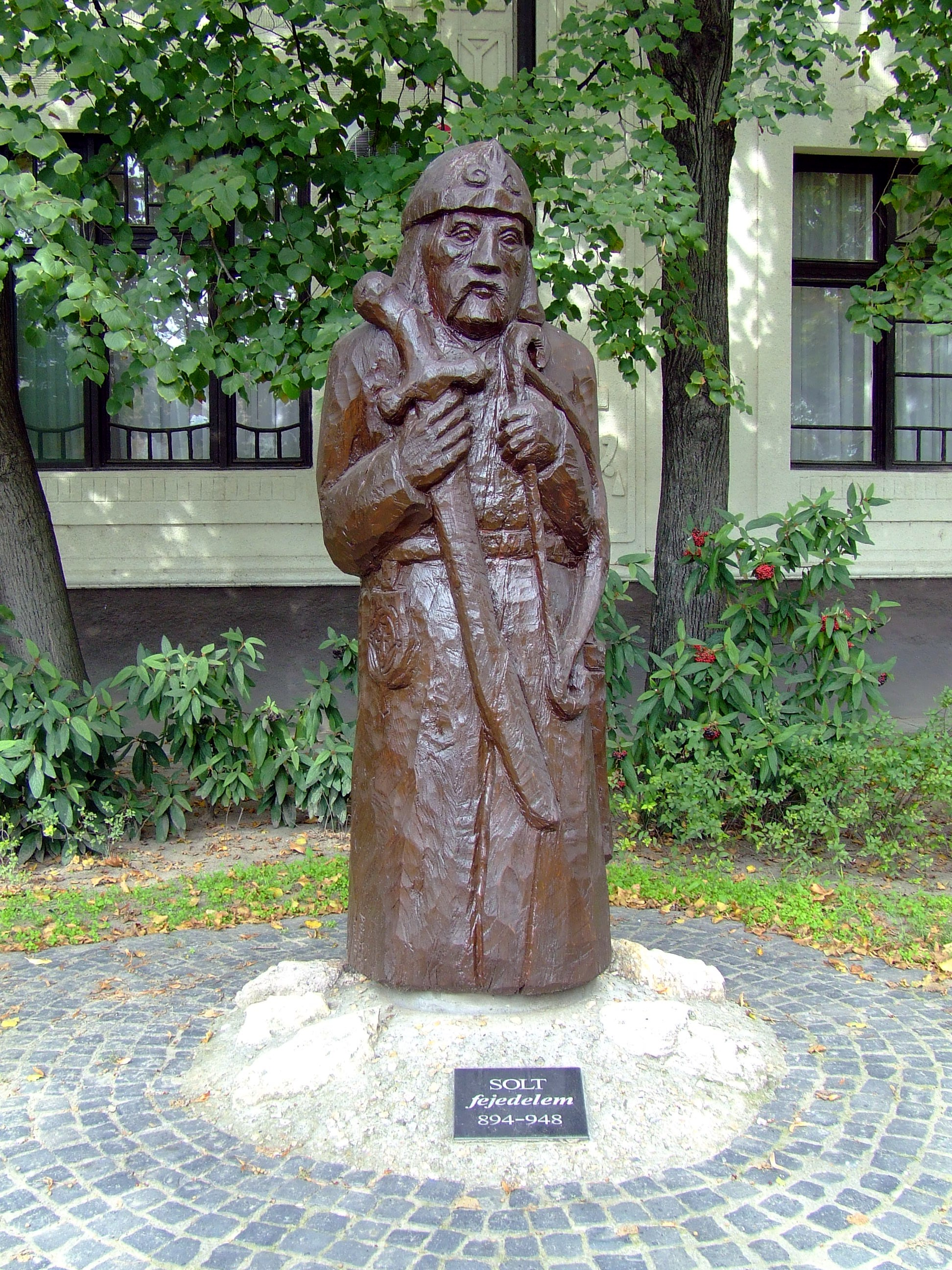
Statua di Zoltán a Solt, in Ungheria

Al giorno d'oggi, gli studiosi rifiutano la maggior parte dei dettagli biografici indicati su Zoltán dall'anonimo. Nello specifico, lo storico ungherese Gyula Kristó afferma che Zoltán è nato intorno all'880 invece che intorno al 903. Anche il suo collega rumeno Alexandru Madgearu riferisce che Zoltán è nato molti anni prima del 903 o che il suo matrimonio sia avvenuto anni dopo il 904.
Si discute anche sull'identità del suocero di Zoltán Menumorut, importante figura nella sua vita. Il medievalista Pál Engel sostiene che Menumorut è una delle «figure immaginarie» inventate dall'anonimo per descrivere le eroiche guerre compiute dai conquistatori ungari. Lo storico Charles R. Bowlus scrive che si trattava di un sovrano moravo il cui matrimonio della figlia con Zoltán simboleggiava la fine della «Grande Moravia». Anche il medievalista Tudor Sălăgean sottolinea la reale esistenza di Menumorut, sovrano di un ducato un tempo abitato da rumeni, slavi e molti altri popoli a cavallo tra il IX e il X secolo.
La dichiarazione dell'anonimo secondo cui Zoltán subentrò a suo padre come gran principe, oltre all'idea che Zoltán avesse governato la federazione delle tribù ungare è stata messa in discussione da tempo. Nel dettaglio, lo storico Sándor L. Tóth scrive che Zoltán, essendo il più giovane tra i quattro figli di Árpád, difficilmente poteva precedere i suoi fratelli maggiori nella linea di successione. Kristó dice anche che altri cronisti ungheresi non fanno menzione del governo di Zoltán, circostanza la quale implica che l'anonimo inserì semplicemente Zoltán nell'elenco dei gran principi conservato in modo incompleto perché sapeva che tutti i monarchi ungheresi degli Arpadi discendevano da lui. Verosimilmente, si trattava di un influente comandante militare.

## Famiglia
Quello che segue è un albero genealogico che presenta i parenti più stretti conosciuti di Zoltán:
|  |  |  |  |  |  |  |  |  |  | Álmos  |        |        |        |                 |        |  |  |                     |                     |                     |                     |                     |                     |  |  |  |  |  |  |  |  |  |  |  |  |  |  |  |  |
|  |  |  |  |  |  |  |  |  |  |        |        |        |        |                 |        |  |  |                     |                     |                     |                     |                     |                     |  |  |  |  |  |  |  |  |  |  |  |  |  |  |  |  |
|  |  |  |  |  |  |  |  |  |  | Árpád  | Árpád  | Árpád  | Árpád  | Árpád           | Árpád  |  |  | Menumorut*          | Menumorut*          | Menumorut*          | Menumorut*          | Menumorut*          | Menumorut*          |  |  |  |  |  |  |  |  |  |  |  |  |  |  |  |  |
|  |  |  |  |  |  |  |  |  |  | Árpád  | Árpád  | Árpád  | Árpád  | Árpád           | Árpád  |  |  | Menumorut*          | Menumorut*          | Menumorut*          | Menumorut*          | Menumorut*          | Menumorut*          |  |  |  |  |  |  |  |  |  |  |  |  |  |  |  |  |
|  |  |  |  |  |  |  |  |  |  | Zoltán | Zoltán | Zoltán | Zoltán | Zoltán          | Zoltán |  |  | figlia di Menumorut | figlia di Menumorut | figlia di Menumorut | figlia di Menumorut | figlia di Menumorut | figlia di Menumorut |  |  |  |  |  |  |  |  |  |  |  |  |  |  |  |  |
|  |  |  |  |  |  |  |  |  |  | Zoltán | Zoltán | Zoltán | Zoltán | Zoltán          | Zoltán |  |  | figlia di Menumorut | figlia di Menumorut | figlia di Menumorut | figlia di Menumorut | figlia di Menumorut | figlia di Menumorut |  |  |  |  |  |  |  |  |  |  |  |  |  |  |  |  |
|  |  |  |  |  |  |  |  |  |  |        |        |        |        |                 |        |  |  |                     |                     |                     |                     |                     |                     |  |  |  |  |  |  |  |  |  |  |  |  |  |  |  |  |
|  |  |  |  |  |  |  |  |  |  |        |        |        |        | Taksony         |        |  |  |                     |                     |                     |                     |                     |                     |  |  |  |  |  |  |  |  |  |  |  |  |  |  |  |  |
|  |  |  |  |  |  |  |  |  |  |        |        |        |        |                 |        |  |  |                     |                     |                     |                     |                     |                     |  |  |  |  |  |  |  |  |  |  |  |  |  |  |  |  |
|  |  |  |  |  |  |  |  |  |  |        |        |        |        | Re d'Ungheria** |        |  |  |                     |                     |                     |                     |                     |                     |  |  |  |  |  |  |  |  |  |  |  |  |  |  |  |  |

- Resta dibattuta la storicità o meno di Menumorut.[8][11]

**Tutti i futuri Gran principi e i re d'Ungheria (fino al 1301) discendevano da Taksony.

### Fonti primarie
- Anonimo notaio di re Béla, Gesta Hungarorum, traduzione di Martyn Rady e László Veszprémy, CEU Press, 2010, ISBN 978-963-9776-95-1.
- (EN) Costantino Porfirogenito, De administrando imperio, a cura di Gyula Moravcsik, traduzione di Romillyi J. H. Jenkins, Dumbarton Oaks Center for Byzantine Studies, 1967, ISBN 0-88402-021-5.

### Fonti secondarie
- (EN) Charles R. Bowlus, Franks, Moravians, and Magyars: The Struggle for the Middle Danube, 788-907, Philadelphia, University of Pennsylvania Press, 1995, ISBN 978-08-12-23276-9.
- (EN) Charles R. Bowlus, The Battle of Lechfeld and its Aftermath, August 955: The End of the Age of Migrations in the Latin West, Routledge, 2016, ISBN 978-13-51-89416-6.
- (EN) Pál Engel, The Realm of St Stephen: A History of Medieval Hungary, 895-1526, I.B. Tauris Publishers, 2001, ISBN 1-86064-061-3.
- A.L. d'Harmonville, Dizionario delle date, dei fatti, luoghi ed uomini storici, o: Repertorio alfabetico di cronologia universale, vol. 6, G. Antonelli, 1847.
- (EN) Zoltán Halász, A Short History of Hungary, Corvina Press, 1975, ISBN 978-96-31-33614-6.
- (EN) György Klapka, Memoirs of the War of Independence in Hungary, traduzione di Otto Wenckstern, vol. 1, Charles Gilpin, 1850.
- (HU) Gyula Kristó e Ferenc Makk, Az Árpád-ház uralkodói [Sovrani della casata degli Arpadi], I.P.C. Könyvek, 1996, ISBN 963-7930-97-3.
- (HU) Gyula Kristó, Pál Engel e Ferenc Makk, Korai magyar történeti lexikon (9–14. század) [Enciclopedia dell'Antica Storia Ungherese (IX–XIV secolo)], Akadémiai Kiadó, 1994, ISBN 963-05-6722-9.
- (EN) Alexandru Madgearu, The Romanians in the Anonymous Gesta Hungarorum: Truth and Fiction, Romanian Cultural Institute, Center for Transylvanian Studies, 2005, ISBN 973-7784-01-4.
- (EN) Tudor Sălăgean, Romanian Society in the Early Middle Ages (9th–14th Centuries AD), in History of Romania: Compendium, Romanian Cultural Institute (Center for Transylvanian Studies), 2005,  pp. 133-207, ISBN 978-973-7784-12-4.